# Carlos Meléndez Latorre
Carlos Meléndez Latorre (Bilbao, 26 de gener de 1957) és un exfutbolista basc, que ocupava la posició de porter.

## Trajectòria
Després de destacar a l'Arenas, el 1977 passa a la disciplina de l'Athletic Club, i després de militar pels filials, debuta amb el primer equip el 1980, en un partit de Copa del Rei. A l'any següent fa la seua aparició a la màxima categoria, tot jugant sis partits.
Meléndez seria el porter suplent dels de San Mamés durant la primera meitat de la dècada dels 80. En els anys que hi va romandre a l'Athletic (80/86), només hi va jugar sis partits de Lliga, 2 de Copa del Rei i 4 de Copa de la Lliga.
L'estiu de 1986 fitxa pel RCD Espanyol, on seguiria sent suplent de porters com N'Kono. Amb els de Barcelona, fins a la seua retirada el 1992, hi va disputar només 12 partits de Lliga, a banda d'altres en Copa del Rei o competicions europees. Tot i les escasses aparicions, va deixar diverses actuacions per a la història del club espanyolista, com una eliminatòria de la Copa de la UEFA davant el Viktovice txecoslovac o contra el CD Málaga que li va valdre a l'Espanyol el retorn a primera divisió.